# Pico Cristóbal Colón
Pico Cristóbal Colón är Colombias högsta berg, med en höjd på 5700 m. Det har också den femte största primärfaktorn i världen. Berget har en glaciär på toppen. Berget har namngivits Christofer Columbus. Det näst högsta berget i Colombia heter Pico Simón Bolívar och är nästan lika högt. Den första bestigningen av Pico Cristóbal Colón gjordes 1939 av W. Wood, A. Bakerwell and E. Praolini.
Berget är den högsta toppen i bergsmassivet Sierra Nevada de Santa Marta. Detta är en stor, triangelformad bergsformation strax väster om närmaste förgrening av Anderna.